# نظام تداول الانبعاثات في الاتحاد الأوروبي

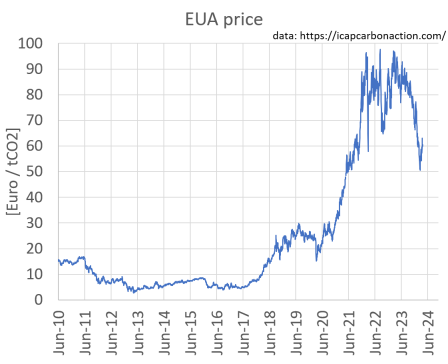
سعر ثاني أكسيد الكربون في نظام تداول الانبعاثات في الاتحاد الأوروبي

نظام تداول الانبعاثات في الاتحاد الأوروبي هو نظام لتداول انبعاثات الكربون (أو نظام لتحديد سقف الانبعاثات وتداولها)، بدأ العمل به عام 2005، ويهدف إلى خفض انبعاثات غازات الاحتباس الحراري في الاتحاد الأوروبي. تحد أنظمة تحديد سقف الانبعاثات وتداولها من انبعاثات ملوثات محددة في منطقة معينة، وتسمح للشركات بتداول حقوق الانبعاثات ضمن تلك المنطقة. يغطي نظام تداول الانبعاثات الخاص بالاتحاد الأوروبي حوالي 45% من انبعاثات غازات الاحتباس الحراري في دول الاتحاد الأوروبي. واعتبارًا من عام 2027، سيُغطى النقل البري والمباني والمنشآت الصناعية التي خرجت من نظام تداول الانبعاثات في الاتحاد الأوروبي بنظام تداول الانبعاثات الثاني الجديد، وسيتم تداول حصص نظام تداول الانبعاثات القديم وحصص نظام تداول الانبعاثات الثاني الجديد بشكل مستقل. يتمثل الاختلاف الرئيسي بين نظام تداول الانبعاثات الحالي في الاتحاد الأوروبي ونظام تداول الانبعاثات الثاني، في أن نظام تداول الانبعاثات الثاني في الاتحاد الأوروبي سيغطي انبعاثات ثاني أكسيد الكربون في المراحل الأولية، حيث سيُلزم موردو الوقود المعتمدون الذين يطرحون الوقود في سوق الاتحاد الأوروبي بتغطية هذا الوقود بحصص انبعاثات نظام تداول الانبعاثات الثاني، ويغطي نظام تداول الانبعاثات الثاني في الاتحاد الأوروبي حوالي 40% من انبعاثات غازات الاحتباس الحراري في الاتحاد الأوروبي وقد. قُسّم نظام تداول الانبعاثات في الاتحاد الأوروبي إلى أربع مراحل تداول:
- مرحلة التداول الأولى لنظام الانبعاثات، واستمرت على مدار ثلاث سنوات بدءًا من يناير (كانون الثاني) 2005 إلى ديسمبر (كانون الأول) 2007.
- مرحلة التداول الثانية، واستمرت من يناير (كانون الثاني) 2008 إلى ديسمبر (كانون الأول) 2012، بالتزامن مع فترة الالتزام الأولى لبروتوكول كيوتو.
- مرحلة التداول الثالثة، واستمرت من يناير (كانون الثاني) 2013 إلى ديسمبر (كانون الأول) 2020.
- المرحلة الرابعة، بدأت في يناير (كانون الثاني) 2021 وستستمر حتى ديسمبر (كانون الأول) 2030.

شكلت الحدود القصوى المقترحة لعام 2020، بالمقارنة مع عام 2005 عندما طُبّق نظام تداول الانبعاثات في الاتحاد الأوروبي لأول مرة، انخفاضًا في غازات الاحتباس الحراري بنسبة 21%. وقد تحقق هذا الهدف قبل ست سنوات من الموعد المحدد، حيث انخفضت الانبعاثات نتيجة تطبيق نظام تداول الانبعاثات في الاتحاد الأوروبي إلى 1.812 مليار (109) طنًا في عام 2014. لم تتضح بعد نسب خفض الانبعاثات التي سيتم تحقيقها خلال المرحلة الرابعة من تطبيق لوائح نظام تداول الانبعاثات في الاتحاد الأوروبي،، إذ يفرض الاتفاق الأخضر الأوروبي تشديد نظام خفض انبعاثات الاتحاد الأوروبي الحالي لعام 2030، والبالغ -43% مقارنةً بعام 2005. وتقترح مفوضية الاتحاد الأوروبي في حزمة «55 عامًا من الكفاءة» زيادة هدف خفض انبعاثات الاتحاد الأوروبي لعام 2030 إلى -61% مقارنةً بعام 2005.
ترى دول الاتحاد الأوروبي أن نظام تداول الانبعاثات ضروري لتحقيق أهداف المناخ، وتشجيع المستثمرين في نسوق الكربون القوي والقطاع الصناعي على التحول من استخدام الوقود الأحفوري إلى استخدام وقود أكثر أمانًا على البيئة. وقد وجدت دراسة أجريت عام 2020 أن نظام الاتحاد الأوروبي لتداول الانبعاثات نجح في خفض انبعاثات ثاني أكسيد الكربون على الرغم من أن أسعار الكربون كانت لا تزال منخفضة. وقد قُدِّر تأثير خفض الانبعاثات هذا بنسبة 7% وفقًا لمراجعة 13 تقييمًا للسياسات. أفادت دراسة أجريت عام 2023 حول آثار نظام تداول انبعاثات الاتحاد الأوروبي حدوث انخفاض في انبعاثات الكربون بنحو -10٪ خلال الفترة ما بين عامي 2005 و 2012 دون أي آثار على الأرباح أو العمالة للشركات الخاضعة للتنظيم. تجاوز سعر مخصصات الاتحاد الأوروبي من ثاني أكسيد الكربون 100 يورو/طن، أي ما يُعادل 118 دولارًا أمريكيًا/طن في فبراير (شباط) 2023. وأظهرت دراسة أجريت عام 2024 أيضًا أن نظام تداول انبعاثات الاتحاد الأوروبي ساهم بشكل عرضي في تقليل المستويات الجوية للملوثات الجوية في الاتحاد الأوروبي، مثل ثاني أكسيد الكبريت والجسيمات الدقيقة وأكسيد النيتروجين. وقد ترجم هذا الانخفاض إلى فوائد صحية محلية مشتركة، إلى جانب تحقيق الهدف الأساسي للنظام المتمثل في التخفيف من آثار تغير المناخ.